# Vincere
Pour plus de détails, voir Fiche technique et Distribution.
Vincere (en français : vaincre) est un film franco-italien de Marco Bellocchio sorti le 20 mai 2009 en Italie et présenté en compétition officielle lors du Festival de Cannes 2009. Film biographique sur Benito Mussolini et la montée du fascisme italien, Bellocchio choisit de dépeindre sa fresque historique sous l'angle de la vie de la maîtresse du Duce, Ida Dalser, et de leur fils naturel.

## Synopsis
Ce film décrit la vie d'Ida Dalser et Benito Albino Dalser, l'amante et l'enfant illégitime de Benito Mussolini. Mussolini fait sa première rencontre avec Ida Dalser en 1907 à Trente, alors ville de l'Empire austro-hongrois. Quelques années plus tard, au début de l'année 1914, alors qu'elle a ouvert un salon d'esthéticienne dans cette ville, elle le retrouve haranguant les foules comme dirigeant du parti socialiste local prônant des positions pacifistes dans le conflit en germe. Fascinée par l'intensité du personnage, elle se jette dans ses bras et décide de tout lui sacrifier pour permettre de satisfaire son ambition personnelle. Elle vend tous ses biens et lui remet l'argent afin que celui-ci, alors directeur de la publication renvoyé du journal socialiste Avanti!, puisse fonder en 1914 son propre journal, Il Popolo d'Italia, et appeler contre toute attente, avec le soutien financier de la France et de l'Angleterre, à l'entrée de l'Italie dans le premier conflit mondial aux côtés de l'Entente cordiale.
Le 11 novembre 1915 naît Benito Albino, fruit de leur union, mais Mussolini, envoyé sur le front puis démobilisé car blessé lors d'un exercice par l'explosion d'un mortier, se marie civilement avec sa compagne officielle Rachele Guidi dont il aura plusieurs enfants. Il renie alors Ida Dalser et leur fils, cherchant par tous les moyens à taire la vérité.
Lors de son accession au pouvoir, dont Il Popolo d'Italia est le fer de lance de sa propagande fasciste, il fait interner Ida Dalser qui affirme être sa première épouse et la mère de son fils aîné. Elle prétend avoir des preuves matérielles de leur union religieuse, affirmant que les registres de l'église ont été détruits. Elle est placée dans un hôpital psychiatrique à Pergine Valsugana puis à Venise, sans jamais pouvoir revoir son fils. Ida Dalser finira par mourir d'une attaque cérébrale en 1937. Benito Albino est confié un temps à la charge d'oncles et tantes, avant de se voir enlevé et placé dans une pension religieuse à l'âge de 12 ans pour son éducation, restant dans le secret le plus total et à l'isolement par rapport à ses petits camarades. Élevé dans une école de la marine, il exige également d'être reconnu par son père naturel. Il finira par être lui aussi interné dans un asile où il décède le 26 août 1942.

## Fiche technique
- Réalisation : Marco Bellocchio
- Scénario : Marco Bellocchio et Daniela Ceselli
- Directeur de la photographie : Daniele Ciprì
- Musique originale : Carlo Crivelli
- Musique additionnelle : The Window of Appearances extrait de l'opéra Akhnaten de Philip Glass
- Montage : Francesca Calvelli
- Directrice artistique : Briseide Siciliano
- Décors : Marco Dentici
- Costumes : Sergio Ballo
- Production : Mario Gianani
- Sociétés de production : Offside, Rai Cinema, Celluloid Dreams
- Pays de production :  Italie -  France
- Langue originale : italien
- Genre : drame et historique
- Durée : 128 minutes
- Dates de sortie :
  - Italie : 20 mai 2009
  - France : 25 novembre 2009
  - Belgique : 10 février 2010
  - Luxembourg : 10 février 2010
  - États-Unis : 19 mars 2010
  - DVD : 27 juillet 2010

## Distribution
- Giovanna Mezzogiorno : Ida Dalser
- Filippo Timi : Benito Mussolini et Benito Albino Dalser adulte
- Corrado Invernizzi : Docteur Cappelletti
- Fausto Russo Alesi: Riccardo Paicher
- Michela Cescon : Rachele Guidi
- Fabrizio Costella : Benito Albino enfant
- Pier Giorgio Bellocchio : Pietro Fedele
- Paolo Pierobon : Giulio Bernardi
- Bruno Cariello : le juge
- Francesca Picozza : Adelina
- Simona Nobili : la mère supérieure
- Matteo Mussoni : le jeune médecin Pergine
- Giovanna Mori : l'Allemande
- Silvia Ferretti : les petites chaussures rouges
- Corinne Castelli : la pleureuse
- Patrizia Bettini : la chanteuse

## Projet et réalisation

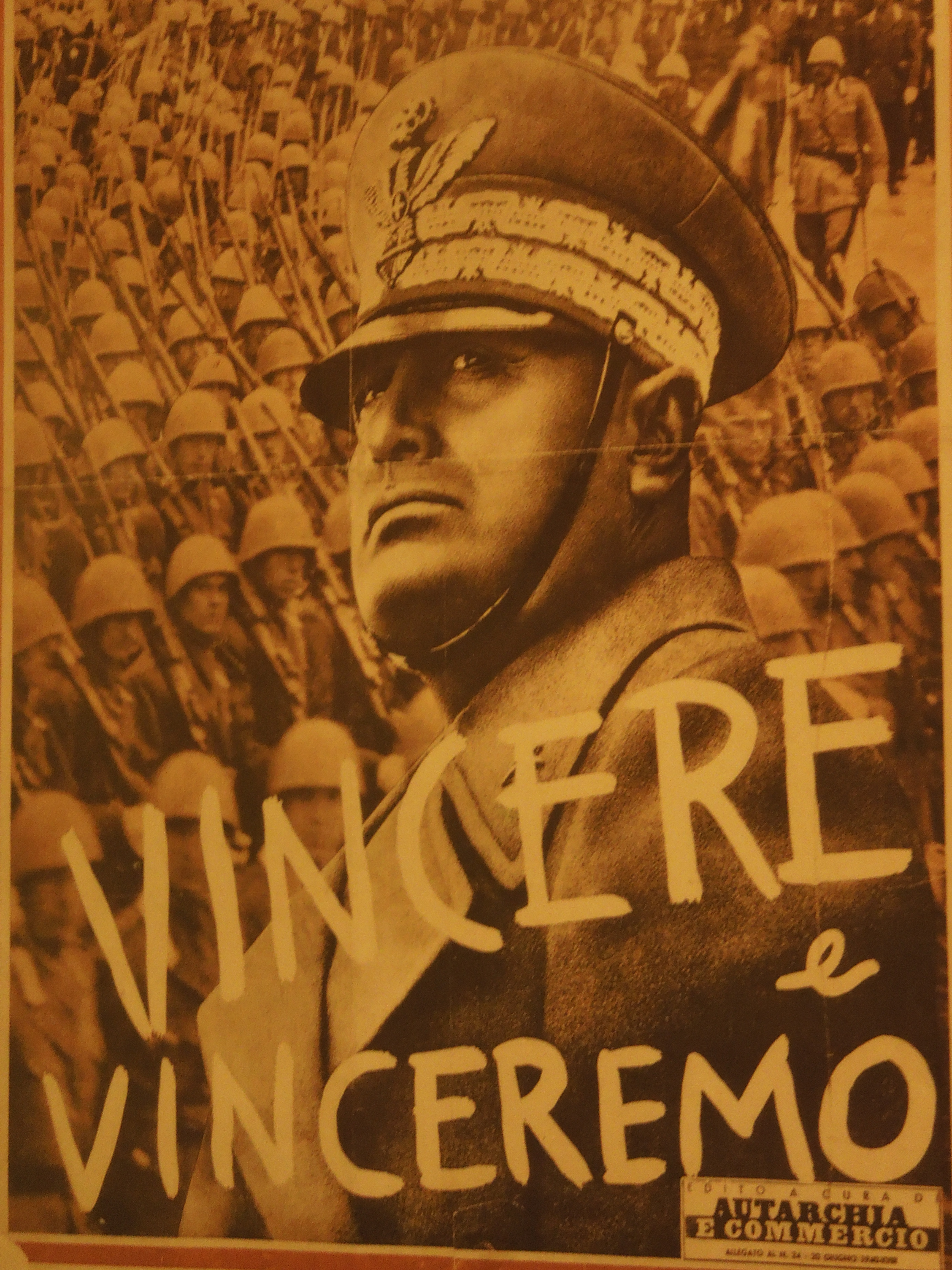
Affiche de propagande utilisant le slogan « Vincere ! e vinceremo ! » prononcé par Mussolini lors de la déclaration de guerre à la France et la Grande-Bretagne le 10 juin 1940.

Le titre du film Vincere, signifiant « vaincre » en français, fait référence à la déclaration de guerre faite à la France et à la Grande-Bretagne par Benito Mussolini le 10 juin 1940 depuis le balcon du Palazzo Venezia à la piazza Venezia à Rome où le Duce exhorte le peuple italien à la guerre et leur promet la victoire. Ce film intègre de très nombreux documents d'archives sur le Duce en les mettant souvent en scène sous une forme théâtrale, voire d'opéra lyrique, ainsi que des extraits de films majeurs des années 1910-1920 tels que Christus de Giulio Antamoro (1916) ou The Kid (1921) de Charlie Chaplin,,. À ce titre, Vincere met fréquemment en perspective l'importance du cinéma, plus précisément des actualités qui y étaient diffusées, durant la première moitié du siècle dans la manipulation des masses et son rôle prépondérant dans la montée des totalitarismes.
Les faits relatés dans ce film sont en grande partie fondés sur les deux essais L'ultimo filò (2000) et La moglie di Mussolini (2005) de Marco Zeni et un documentaire de la Rai Tre diffusé en 2005 qui révélèrent avec plus de précision la liaison qu'avait entretenue Mussolini avec Ida Dalser et le fils né de leur union religieuse en 1914qu'aucun registre d'état civil ou clérical ne mentionne, probablement en raison de leur destruction. Mussolini aurait cependant reconnu cet enfant en 1915-1916 puis fait tout son possible pour en nier l'existence après son mariage avec Rachele Guidi,,,.

## Réception critique et publique
Vincere a été très bien accueilli par la presse lors de sa présentation au Festival de Cannes 2009 et fut rapidement considéré comme un prétendant sérieux à la Palme d'or,. Il ne reçut finalement aucun prix lors du festival. Les critiques, qui furent une nouvelle fois très élogieuses lors de sa sortie en France dans une version légèrement amendée par son créateur, allégée de deux scènes, s'interrogèrent sur la non-considération du film par le jury de Cannes. Jacques Mandelbaum dans Le Monde qualifie le film d'« œuvre magistrale, un geste stylistique, poétique, politique d'une rare envergure » et souligne en particulier le talent de Bellochio pour aborder le fascisme sous l'angle de la « passion fusionnelle, conquête des âmes, dévotion des cœurs, transport amoureux, jouissance érotique » autant que sous celui du totalitarisme d'État. Les cinq critiques cinématographiques du Masque et la Plume ont quasi unanimement qualifié ce film de « chef-d'œuvre », s'étonnant à nouveau de l'absence du film au palmarès cannois. La jurée italienne Asia Argento avait d'ailleurs été interrogée sur ce sujet par un journaliste le soir de la clôture du festival mais elle avait préféré ne pas s'exprimer.
À sa sortie le 19 mars 2010 aux États-Unis, The New York Times accueille très positivement Vincere et qualifie le film d'« hurlement esthétique, à l'action soutenue, alternativement épuisant et exaltant » attribuant cela en partie au « jeu féroce » de Giovanna Mezzogiorno et à la performance « exceptionnelle » de Filippo Timi soutenant en cela les quatre prix majeurs obtenus l'année précédente au Festival international du film de Chicago. Globalement le film obtient dans les agrégateurs de critiques cinématographiques anglophones, 92 % de jugements favorables, avec un score moyen de 7,6⁄10 sur la base de 87 critiques collectées sur le site Rotten Tomatoes. Sur le site Metacritic, il obtient un score de 85⁄100, sur la base de 24 critiques collectées.
Durant son premier mois à l'affiche en France, le film réalise 178 800 entrées et un total de 269 858 entrées pour l'ensemble de son exploitation. En Italie, le film réalise 370 364 entrées sur un total en Europe de 683 689 entrées ainsi que 615 278 dollars de recette aux États-Unis durant les trois mois de sa présence en salles.
Le film est diffusé en France à la télévision le 24 février 2013 sur Arte, le soir des élections générales italiennes.

## Distinctions
- 2009 : Présentation en compétition officielle lors du Festival de Cannes 2009.
- 2009 : Prix du meilleur réalisateur, meilleur acteur, meilleure actrice (Silver Hugo) et meilleure photographie (Gold Plaque) lors du Festival international du film de Chicago.
- 2009 : Rubans d'argent de la meilleure actrice, meilleure photographie, meilleur montage, et meilleure scénographie.
- 2010 : David di Donatello du meilleur réalisateur, de la meilleure photographie, de la meilleure scénographie, du meilleur montage, des meilleurs costumes, des meilleurs maquillages, de la meilleure coiffure et des meilleurs effets visuels.
- 2011 : Prix de la meilleure actrice 2010 aux National Society of Film Critics Awards 2010.